# Frederik Willems
Pour l’article homonyme, voir Willems (homonymie).
Frederik Willems, né le 8 septembre 1979 à Eeklo, est un cycliste professionnel belge, devenu directeur sportif. Il a été membre des équipes Vlaanderen-T-Interim de 2003 à 2006, Liquigas de 2007 à 2010 et de la formation Lotto-Belisol entre 2011 et 2014. Son palmarès comprend une victoire aux Trois Jours de La Panne et à l'Étoile de Bessèges. Il est actuellement directeur sportif de l'équipe Alpecin-Deceuninck.

## Biographie

### Débuts cyclistes et carrière amateur
Frederik Willems se fait remarquer quand il remporte la quatrième étape du Tour de la province de Liège en 1999,.
En 2000 il est membre de l'équipe amateur belge ASLK-Fortis Boys. Il s'adjuge la troisième étape du Triptyque des Barrages, la première étape du Grand Prix Guillaume Tell en Suisse et termine second du Tour des Flandres espoirs. En fin de saison il participe aux championnats du monde, à Plouay en France et prend la 17e place de la course en ligne des moins de 23 ans. 
Il choisit de porter les couleurs de la formation WC Eddy Merckx Boys l'année suivante. Il gagne le prologue du Tour de la province de Liège (contre-la-montre par équipes) et la quatrième étape du Triptyque des Monts et Châteaux. Ses performances lui permettent d'être recruté comme stagiaire par Mapei-Quick Step et de nouveau sélectionné par la Belgique pour les championnats du monde 2001 disputés au Portugal. Il se classe 29e de la course en ligne des moins de 23 ans. 
En 2002, il rejoint les amateurs de Mapei-Quick Step-Latexco et s'impose lors de la septième étape du Tour de Cuba. Au deuxième semestre il effectue un nouveau stage dans la formation ProTour Mapei-Quick Step. Il n'est cependant pas retenu par cette équipe à l'issue de son stage. 

### Carrière professionnelle
Frederik Willems obtient un contrat professionnel en 2003, dans la formation Vlaanderen-T-Interim dont il porte les couleurs jusqu'à la fin de l'année 2006 (celle-ci prend le nom de Chocolade Jacques-T-Interim en 2005). 
Au cours de la saison 2006, il remporte la première étape et le classement général de l'Étoile de Bessèges ainsi que la troisième étape du Ster Elektrotoer et la quatrième du Tour de Grande-Bretagne.
En 2007, il est recruté par l'équipe italienne Liquigas et participe pour la première fois au Tour de France. Il se classe 73e de l'épreuve.
L'année suivante il termine sur la dernière marche podium lors du Circuit Mandel-Lys-Escaut et prend de nouveau part à la Grande boucle.
Il gagne les Trois Jours de La Panne en 2009 et court son troisième Tour de France consécutif. 
En 2010, il découvre les routes du Tour d'Espagne et participe activement à la victoire de son leader italien Vincenzo Nibali.
Willems rejoint l'équipe Omega Pharma-Lotto au début de l'année 2011. Il reste au sein de cette formation jusqu'à la fin de la saison 2014 où il décide de mettre fin à sa carrière de coureur pour devenir directeur sportif,. Le coureur belge dispute sa dernière course à Saint-Jean-in-Eremo.

## Palmarès

### Palmarès amateur
- 1997
  - 2e du Keizer der Juniores
- 1999
  - 4e étape du Tour de Liège
- 2000
  - 3e étape du Triptyque des Barrages
  - 1re étape du Grand Prix Guillaume Tell
  - 2e du Tour des Flandres espoirs
  - 3e du Grand Prix Criquielion
  - 3e du Triptyque des Barrages
- 2001
  - 4e étape du Triptyque des Monts et Châteaux
  - Seraing-Aix-Seraing
  - Prologue du Tour de Liège (contre-la-montre par équipes)
  - 3e du Challenge de Hesbaye
- 2002
  - 7e étape du Tour de Cuba

### Palmarès professionnel
| - 2006 - Étoile de Bessèges : - Classement général - 1re étape - 3e étape du Ster Elektrotoer - 4e étape du Tour de Grande-Bretagne | - 2008 - 3e du Circuit Mandel-Lys-Escaut - 2009 - Classement général des Trois Jours de La Panne - 3e du Circuit Mandel-Lys-Escaut |  |

## Résultats sur les grands tours

### Tour de France
5 participations
- 2007 : 73e
- 2008 : 113e
- 2009 : 86e
- 2011 : abandon (9e étape)
- 2013 : 163e

### Tour d'Italie
1 participation
- 2013 : 117e

### Tour d'Espagne
2 participations
- 2010 : 88e
- 2012 : 142e